# Juan Christian Blanco
Juan Christian Blanco (Fresnillo, Zacatecas; 9 de marzo de 1995) es un futbolista mexicano, juega como Mediocampista y su equipo actual es el Zacatecas de la Liga de Expansión MX.

## Trayectoria
Formación en Tigres de UANL y paso Mineros de Fresnillo, Tuzos de la UAZ y Atlético Reynosa
Tuvo sus inicios primero con los Tigres Sub-15 en 2009, luego en 2011 estuvo jugando para Mineros de Fresnillo, jugó hasta 2017 donde logro ser campeón con ellos en el Apertura 2014, también paso por el Atlético Reynosa y Tuzos de la UAZ.

### Mineros de Zacatecas
En junio de 2021 llega a Mineros de Zacatecas, debutando el 29 de julio de 2021 en el empate de 2-2 ante Atlético Morelia entrando al minuto 74 por Rafael Durán.